# Honorowi obywatele Knurowa
Honorowi obywatele Knurowa – lista osób, którym prezydent miasta przyznał „Honorowe Obywatelstwo Miasta Knurów” – szczególny tytuł otrzymywany za wyjątkowe zasługi dla Knurowa. Wyróżnione tytułem osoby otrzymują symboliczne klucze do bram miasta.

## Uregulowania prawne
Tytuł „Honorowego Obywatelstw Miasta Knurów” ustanowiono 6 czerwca 2005 roku podczas nadzwyczajnej sesji Rady Miasta na wniosek prezydenta Adama Ramsa. Wyróżnienie przyznawane jest na podstawie art. 18 ust. 2 pkt 14 ustawy o samorządzie terytorialnym oraz miejscowych zasad regulowanych uchwałą Rady Miasta Knurów kadencji 2002-2006 nr XXXVI/493/2005 z dnia 6 czerwca 2005 roku.

## Honorowe Obywatelstwo Miasta Knurów
| Rok  | Laureat | Laureat     | Uzasadnienie |
| ---- | ------- | ----------- | --- |
| 2005 |         | Jerzy Dudek | „jeden z największych obecnie sportowców polskich Pan Jerzy Dudek jest osobą, która dzięki swojemu talentowi i umiejętności a także ciągłej pracy nad sobą stanowi wzór dla młodzieży i dorosłych. Pokazał on, że dzięki wytrwałości można trafić na usta całego świata z małej dzielnicy Knurowa – Szczygłowic. Jednocześnie można zostać osobą skromną i chętną do pomocy, osobą która zawsze pamięta o swoich korzeniach. Wielokrotnie podkreślał, że wielką karierę rozpoczynał w naszej miejscowości, w klubie z wieloletnimi tradycjami Concordii Knurów. Wielokrotnie udzielał, obecnie udziela i dalej będzie udzielał pomocy materialnej szczególnie młodym piłkarzom „Concordii”. Dzięki jego postawie miasto Knurów znane jest w Polsce, w Europie a po ostatnim sukcesie i w świecie. Pan Jerzy Dudek może być wzorem do naśladowania, których tak bardzo brakuje w tych jakże trudnych dla dzieci i młodzieży nie tylko naszego miasta czasach. Jest osobą, która już weszła do Unii Europejskiej i wskazuje jedną z dróg, którą mogą podążać w przyszłość nasze dzieci” |